# Cristian Gastón Fabbiani
Cristian Gastón Fabbiani (né le 3 septembre 1983 à Ciudad Evita en Argentine) est un footballeur argentin, qui évolue au poste d'attaquant désormais entraîneur.
Il est surnommé El Ogro (français : L'Ogre), en référence au masque de Shrek qu'il utilisait pour célébrer ses buts lorsqu'il jouait au Chili, ainsi qu'à cause de sa carrure (près de 1,90 m pour environ 100 kg).

## Biographie

### Carrière
Il commence sa carrière professionnelle avec l'équipe du CA Lanús, où il inscrit 16 buts lors de ses trois premières saisons (et reçoit 4 cartons rouges). Peinant à s'imposer, il est prêté au club chilien du Club Deportivo Palestino.
En 2006, l'entraîneur argentin du Betar Jerusalem Osvaldo Ardiles le fait signer en Israël, où il ne reste que quelque temps, avant de rejoindre les roumains du CFR Cluj. Il s'adapte bien à la Roumanie, marquant des buts importants, et réalisant lors de la saison 2007-08 le doublé championnat-coupe (il est même élu meilleur joueur du championnat roumain). 
En 2008, il est prêté au club argentin des Newell's Old Boys par les roumains du CFR Cluj. En 2009, il quitte les Newell pour rejoindre le club de la capitale argentine du Club Atlético River Plate, appelé par Nestor Gorosito (son ancien entraîneur à Lanús). Il déçoit pourtant dans le club de Buenos Aires, essuyant de nombreuses critiques, notamment à cause de son surpoids.
En 2010, il rejoint les All Boys.

### Vie privée
Son oncle, Óscar Fabbiani, fut également footballeur professionnel.
Fabbiani a tout au long de sa carrière souvent défrayé les chroniques, notamment pour son poids jugé excessif pour un footballeur, pour ses nombreuses sorties nocturnes, ainsi que pour ses nombreuses conquêtes féminines (comme les mannequins Victoria Vanucci ou encore Justine Fuster). Il a une fille, Uma, avec le top model argentin Amalia Granata.

## Palmarès
CFR Cluj
- Championnat de Roumanie (1) :
  - Champion : 2007-08.

- Coupe de Roumanie (1) :
  - Vainqueur : 2007-08.